# Kukavica (Zenica)
Kukavica je brdo kod Zenice. Najviša kota je na 754 metra nadmorske visine. Nalazi se kod lakta rijeke Zenice, između Gorice, Putovića, Tišine, Mošćanice i Gornjih Lučana.

## Ime
Prema narodnoj predaji, ime je dobilo prema prestrašenim divovima iz legende o Zenici. Prema legendi, zarobljeni kiklop div Vran nakon što ga je hrabri junak Duk okovao okovima na najstrmijim stijenama, zazivao je u pomoć, i nekoliko najhrabrijih divova pokušalo ga je spasiti, no lukavi Duk ih je svladao i također prikovao obješene na okove za stijenje. Preostali divovi preplašeni time "kukavički" su pobjegli i pod velom noći pobjegli su na najviše brdo i po tome se nazvalo ovo brdo. S južne strane oko Zmajevca teče rječica Kočeva.

## Geologija
Potječe iz miocena. Nalazi se do uskog pojasa glavne ugljene zone (gline, pješčenjaci i lapori),u povlatnoj vapnenačkoj zoni s povlatnim slojevima ugljena, u koševskom nizu klastita s pojavama ugljena i vapnenaca. Spada u egzogene oblike reljefa, na potezu Klopačka stijena - Kukavica.